# كواين (حوسبة)

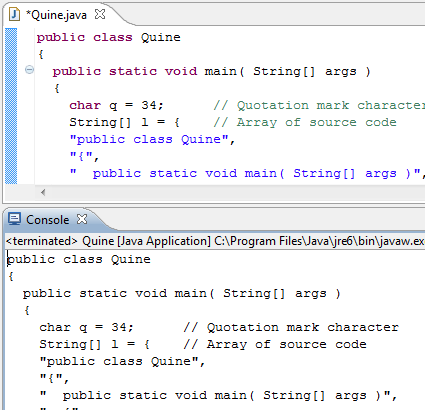
مخرجات برنامج (كواين) هي مطابقة تماما للكود المصدري للبرنامج.

برنامج كواين هو برنامج حاسوب لا يأخذ أي مدخلات وينتج نسخة من الشيفرة المصدرية الخاصة به كمخرج وحيد له. المصطلحات القياسية لهذه البرامج في نظرية الحاسوبية وأدبيات علم الحاسوب هي "برامج النسخ الذاتي".
كواين هو نقطة ثابتة في بيئة التنفيذ، حيث يُنظر إلى تلك البيئة على أنها دالة مخرجاتها هي الشيفرة المصدرية لتلك الدالة. يمكن استخدام الكواين في أية لغة برمجة تحقق كمال تورنغ كنتيجة مباشرة لنظرية العودية لكلين. عادة، يحاول المبرمجون، وبغرض التسلية، تطوير أقصر سطر ممكن في أية لغة برمجة معينة.

## الاسم
اسم "كواين" صاغه دوغلاس هوفشتادتر في كتابه العلمي الشهير غودل، إيشر، باخ ، تكريمًا للفيلسوف ويلارد فان أورمان كواين (1908–2000)، الذي أجرى دراسة مستفيضة عن المرجع الذاتي غير المباشر، وعلى وجه الخصوص للتعبير التالي المنتج للمفارقة، والمعروف باسم مفارقة كواين :
"يبطل الباطل إذا سبقه اقتباسه"

## تاريخ
لقد جاءت فكرة الآلات ذاتية الإنتاج منذ فجر الحوسبة، إن لم يكن قبل ذلك. وضع جون فون نيومان نظريات حولهم في الأربعينيات. لاحقًا، ناقشهما مقال بول براتلي وجان ميلو بعنوان "استجمام الكمبيوتر: الآلات ذاتية الإنتاج" في  1972. أصبح براتلي مهتمًا لأول مرة ببرامج إعادة الإنتاج الذاتي بعد رؤية أول برنامج معروف مكتوبًا في Atlas Autocode في إدنبرة في الستينيات من قبل المحاضر والباحث بجامعة إدنبرة هاميش ديوار.